# Ordonnance allemande sur la permission de conduire
Le règlement allemand sur le permis de conduire (FeV pour Fahrerlaubnis-Verordnung) date du 18 août 1998 ; c'est une réglementation récente de la permission de conduire.
Il remplace les articles 1 à 15 de la partie A du StVZO existant (admission des personnes à la circulation routière), qui a été abrogée avec l'entrée en vigueur de cette ordonnance.
Cette évolution a été rendue nécessaire dans le contexte de l'harmonisation du droit de circulation dans la Communauté européenne, en particulier avec l'unification de la législation sur les permis de conduire et l'adoption des catégories internationales du permis de conduire.
Le regroupement de toutes ces règles sur la conduite dans un règlement distinct souligne également l'importance de ces dispositions, en augmente et en facilite la compréhension. 
De nouvelles dispositions ont été ajoutées sur le registre central des licences, l'examen médico-psychologique et de test de conduite.
Cette nouvelle législation intègre le précédent règlement sur le trafic international de véhicules à moteur depuis le 30 juillet 2008.
Le FeV a été initiée comme un règlement national pour appliquer la directive 91/439/CEE du 29 juillet 1991 la question.
La version actuelle du 20 décembre 2006 transcrit la directive 2006/126/CE sur les permis de conduire.